# You're the Top
You're the Top est une chanson écrite et composée par Cole Porter et initialement parue dans sa comédie musicale Anything Goes, créée à Broadway en 1934.
Elle a été créée sur scène par Ethel Merman et William Gaxton, les interprètes des rôles de Reno Sweeney et Billy Crocker dans la production originale de Broadway de 1934.
La chanson a été reprise par de nombreux artistes.
La version la plus vendue est celle de Paul Whiteman et son orchestre (chantée en duo par Peggy Healy et John Hauser), parue en 1934 sur le label Victor. L'enregistrement a atteint le top 5 aux États-Unis.